# Francine Galliard-Risler
Pour les articles homonymes, voir Galliard et Risler.
 (juillet 2018).
Si vous disposez d'ouvrages ou d'articles de référence ou si vous connaissez des sites web de qualité traitant du thème abordé ici, merci de compléter l'article en donnant les références utiles à sa vérifiabilité et en les liant à la section « Notes et références ».
Francine Galliard-Risler, née le 11 mars 1924 à Paris et morte le 4 décembre 2015 à Dieulefit, est une dessinatrice, scénographe, créatrice de costume, affichiste, illustratrice, architecte d'intérieur et auteur française.

## Citation introductive
« Objectif du décor : aider le comédien à se mouvoir dans les lieux prévus.
Le costume ? Exprimer le sens du personnage, le symboliser par la couleur.
Le public doit saisir immédiatement le signifié du personnage.
Ne pas déguiser le comédien mais le vêtir comme se serait habillé le personnage qu'il incarne.
Un costume vaut par rapport à un autre. Chercher l'harmonie de l'ensemble.
Aller à l'essentiel ! »

— Francine Galliard-Risler

## Biographie
Francine Galliard-Risler (FGR) nait le 11 mars 1924, d’un père ingénieur agronome, Édouard Galliard, et d’une mère, Suzanne Risler, Anne Suzler de son nom d’artiste, créatrice et artisan en maroquinerie qui dessine et fabrique des accessoires pour des grandes maisons de couture.
À l’âge de 18 ans, Francine Galliard-Risler suit, pendant trois années, les cours de l'affichiste Paul Colin.

« Le trait de crayon rapidement indiqué cerne les couleurs apparemment improvisées. Spontanéité ? Réflexion ? On ne sait. Francine Galliard-Risler fut, parmi mes trois mille cinq cents élèves, une des plus douées. Elle a de suite compris, qu’attirée par le décor de théâtre et le costume, il lui fallait, avant tout, dessiner. C’est en fin de compte la scène qui a eu raison d’elle. La foule anonyme qui fréquente les spectacles ignore ses dessins incisifs et toujours solidement campés. Elle a préféré les feux de la rampe à la couverture d’un livre qui cache des illustrations dont elle a certainement rêvé. Il serait superflu d’étaler, après ses nombreuses créations sur les scènes parisiennes et à la télévision, ses incessants succès. Je connais son caractère… Elle ne me le pardonnerait pas ![réf. nécessaire] »

— Paul Colin
Elle est engagée en 1943 par une troupe d’amateurs, les Aînés de l’Oratoire, pour le décor et les costumes de l’unique essai théâtral (Don Ricardo) d’un auteur de 17 ans, François Nourissier. En 1945, à sa majorité, 21 ans à l’époque, Francine Galliard-Risler s’engage dans la Première Armée pour le rapatriement des prisonniers de guerre et des déportés. Elle est affectée au Théâtre aux Armées pour aménager les lieux d'accueil des troupes et monter des spectacles théâtraux pour ces mêmes troupes. Elle y rencontre le mime Marceau, Alain Resnais, Gilles Quéant, Françoise Prévost, le philosophe Frédéric de Towarnicki, et bien d’autres. Elle en profite pour faire de nombreux croquis et dessins.
À son retour, en 1947, elle entreprend une prospection systématique des théâtres parisiens. À l’âge de 23 ans, Charles Dullin lui commande les décors et les costumes de L’An Mil de Jules Romains, au Théâtre Sarah-Bernard, à Paris. La même année, elle rencontre Paul Flamand, le fondateur des Éditions du Seuil, pour lui présenter ses croquis réalisés durant son passage dans l’armée. À la sortie de la guerre, l’éditeur ne pouvait imprimer ses dessins, faute de papier. En revanche, il lui propose une liste de metteurs en scène qu'il connaissait, et parmi lesquels, André Clavé qu’elle rencontre à Paris. Il est comédien, metteur en scène, chef de troupe, créateur de la compagnie des Comédiens de la Roulotte. André Clavé vient alors d’être nommé par Jeanne Laurent directeur du Centre national dramatique de l'Est (CDE), installé à Colmar de 1947 à 1952, avant de se déplacer à Strasbourg, pour devenir le théâtre national de Strasbourg (TNS). Il s’agit du premier Centre national officiellement créé dans le cadre de la politique de décentralisation théâtrale. Il demande à Hélène Gerber, ancienne élève de Dullin et ancienne comédienne de la Roulotte, de s’occuper de la formation des apprentis comédiens dès 1947.
Guy-Pierre Couleau, directeur de l’actuelle Comédie de l’Est à Colmar de 2008 à fin 2018, leur a rendu hommage dans un fascicule rappelant l’histoire des pionniers de la décentralisation qu’ils étaient. Il a, également, organisé une grande fête théâtrale pour les 70 ans de la décentralisation théâtrale, en septembre 2017.
André Clavé engage Francine Galliard-Risler au Centre dramatique de l’Est dès 1947, en qualité de décorateur permanent.

« Succession d'esquisses globales fixant un moment ; leur somme est une approche, mais chacune est totale. La personnalité visée est prise chaque fois dans son intégralité. Ce qui manque n'est pas le vide. Ce qui manque est immédiatement comblé ! Ce qui manque est immédiatement visible, le plus discernable, le plus complet. Le "vide" est une substance. Elle ne traverse pas un espace, elle le remplit. Ce qui frappe, c'est la qualité de son activité, l’absence de perte de temps : pas d'attouchements périphériques (ni rature, ni gommage). La préparation est interne, n'a pas besoin d'être figurée, l'acte se commet totalement dans chaque approche. Il n'y a pas de variation d'un acte à un autre. Par les yeux, le travail préparatoire se fait, la main n'a pas à découvrir, elle obéit, chargée d'exécuter. (...).[réf. nécessaire] »

— André Clavé
Ils se marient en 1959 et auront deux enfants.
À partir de 1948, elle réalise décors et costumes pour : Jean Anouilh, Albert Camus, Graham Greene, William Somerset Maugham, Jean-Paul Sartre, George Bernard Shaw, Luigi Pirandello, Marguerite Jamois, Louis Jouvet, Fernand Ledoux, Fernand Raynaud, François Darbon, François Billetdoux, Yves Robert,… Elle fait des tournées à l’étranger et notamment au Maroc, à Bruxelles, et, pendant trois mois et demi, au Canada (avec Lila Kedrova, Alain Cuny, Claude Dauphin, Jean Chevrier, Marthe Mercadier, Alain MacMoy, Jacques Charon, Jean Bolo,…), avec la compagnie d'André Clavé renommée pour l'occasion Théâtre de Paris.
Dans la préface que Jean-Paul Sartre a écrite pour elle (à l'occasion d'une exposition sur ses œuvres dans le restaurant russe Chez Dominique), à propos de sa pièce le Diable et le Bon Dieu (dernière mise en scène de Louis Jouvet), avec Pierre Brasseur, Maria Casarès, Jean Vilar…, il écrit :

« Je me rappelle encore les costumes qu’elle imagina pour une de mes pièces ; c’étaient des monuments comme ses croquis. Un justaucorps, un pourpoint entouraient le vide, le cernaient, le contenaient comme les contours de ses croquis. Des forces… Du coup, ils semblaient produire les visages et les corps familiers de ceux qui le revêtaient : dans une agitations de voiles sombres j’ai reconnu mon personnage et, en même temps, Maria Casarès qui devait l’interpréter. Pour tout récupérer, aux répétitions, elle s’assied à l’orchestre et croque ces acteurs qu’elle a vêtus et logés. Ces croquis – qu’elle préfère à tout je crois – fixent un geste volatil, une attitude : la matière s’efface, reste un trait, un mouvement, une ligne de force,,… »

— Jean-Paul Sartre
Il écrit encore, à propos de Tchin-Tchin de François Billetdoux, en 1959 :

« (...) ses décors sont des attentes, ils réclament leurs personnages, ils exigent cette vie brillante et fugace qui viendra les éveiller tout à fait...
devant ses décors : nulle part je n'y rencontre cette présence somnolente qu'on croit être la matière. Des attractions ou des répulsions, des puissances qui s'opposent et s'équilibrent, une courbe sinueuse qui, soudain, décroche et file de la cour au jardin. Comme ses costumes, ses décors sont des gestes, des attitudes. On ne s'étonnera pas qu'ils finissent, en certains cas, par avoir une aventure particulière chaque soir : le dispositif scénique de Tchin-Tchin, par exemplaire, est un petit système organisé ; je n'admire pas seulement l'ingéniosité de la construction : je m'enchante de ce Frigoli de bois et de fer, qui se transforme - comme un acteur qui change de perruque ou de moustache - par l'addition d'un accessoire ou le simple mouvement d'un volet. Suivez de l'œil ses métamorphoses, vous verrez qu'il a sa vie propre et vous souhaiterez qu'il vienne saluer au dernier acte, avec les autres interprètes. »

— Jean-Paul Sartre
Pierre-Aimé Touchard - ancien administrateur de la Comédie-Française de 1947 à 1953, aimait rappeler, que les décors et les costumes qu’elle dessinait avaient été applaudis à la Comédie-Française : 

« Ceux qui ont assisté à la répétition générale, il y a une vingtaine d'années, à la Comédie-Française, du Conte d'hiver dans une mise en scène de Julien Bertheau, ont encore le souvenir de l'éblouissement de fraîcheur et de joie jeté sur le plateau par une jeune décoratrice débutante, Francine Galliard-Risler (...). Ce n'est que peu à peu, et par petites touches discrètes, et presque timides, que les décors qui suivirent affirmèrent, au-delà des jaillissements de l'imagination, une tendance peut-être plus profonde à la rigueur et presque au jansénisme. Mais, loin de se contrarier, ces dispositions allaient se composer, s'harmoniser dans un style dont l'opiniâtre discrétion conservait, mais seulement plus secrètes, les mêmes vertus d'invention et de richesse.[réf. nécessaire] »

— Pierre-Aimé Touchard, à propos des costumes d’Un conte d'hiver
Elle imagine les décors ou les costumes de plusieurs « dramatiques », séries télévisées et films de cinéma, en France et à l’étranger (D’Artagnan par Claude Barma avec Dominique Paturel et François Chaumette, La Veuve rouge d’Édouard Molinaro avec Françoise Fabian, Verdict d’André Cayatte avec Sophia Loren et Jean Gabin,…).
En 1955, elle est chargée, par Pierre Schaeffer de l’aménagement du Pavillon de la Muette, à Maisons-Laffitte qui reçoit le Studio-École créé par Schaeffer et dirigé, sur une proposition de Pierre-Aimé Touchard, par André Clavé pendant quinze ans.
En 1970, Serge Antoine lui confie la responsabilité de l’aménagement de la Saline royale d'Arc-et-Senans (construite en 1774 par Claude-Nicolas Ledoux, classée au Patrimoine Mondial de l’UNESCO depuis 1982). Elle ne dispose alors que de seulement trois mois avant le premier colloque. Elle impose, en un temps record comme au théâtre, un style contemporain : du mobilier venant de chez Knoll, Mobilier International, Meuble et Fonctions, des tissus de grandes marques, des tapisseries de peintres du XXe siècle tels que Le Corbusier, Jean Messagier, Andrée Vilar, qui, elles, sont prêtées par le Musée de la Manufacture des Gobelins… Elle travaillera dans un esprit moderne, au sens proposé par Michel Foucault.

« Le mobilier arriva l'avant veille de l'ouverture du premier colloque à l'automne 1970. FGR avait tout préparé et donné le ton, alors très exceptionnel et provoquant pour l'époque : celui d'y apporter avec soin, à la fois les couleurs de l'environnement rural d'alentour et un mobilier résolument contemporain. Cette audace était une invitation à faire revivre le patrimoine en termes de prospective. La Saline en garde encore la marque : celle de l'alliance des pierres anciennes et de l'accueil contemporain bien posé dans l'histoire. »

— Serge Antoine
À près de 80 ans, elle participe, entre 2001 et 2003, comme coloriste d’architecture, au choix des couleurs de l’école (en réhabilitation et extension) du village de Pontlevoy (Loir-et-Cher).
Les travaux de Francine Galliard-Risler ont été exposés en France (à la BHVP, à la Fondation Ricard, au Restaurant russe chez Dominique (passionné de théâtre, Dominique a créé un prix de théâtre), …) et à l’étranger (à Moscou et au Canada notamment). Une partie de ses maquettes est archivée à la BnF, à la Comédie-Française et à la Bibliothèque de l’Arsenal, à Paris, et des costumes sont visibles au Centre national du costume de scène à Moulins.
Elle a elle-même réalisé plusieurs expositions, notamment, sur :
- Émile Zola et les impressionnistes en 1983 (Zola et les peintres de son temps, avec Aline Antoine) ;
- La vie et l’œuvre de Pierre-Aimé Touchard (1903-1987) en 1988 (au Conservatoire national supérieur d’art dramatique de Paris dirigé par Marcel Bozonnet et au Théâtre d’Orléans, le CADO, invité par Loïc Volard) et en 1989 au Théâtre de l’Odéon, alors dirigé par Antoine Vitez ;
- André Clavé et la décentralisation théâtrale, au théâtre de Colmar en 1997 invitée par Pierre Barrat, à la Maison Jean Vilar, grâce à Melly et Paul Puaux, au Théâtre du Vieux-Colombier accueillie par Jean-Pierre Miquel, puis, en 2017, à nouveau à la comédie de l'Est de Colmar, invitée par Guy-Pierre Couleau pour fêter les 70 premières années de la décentralisation théâtrale.

Elle est l’auteur de deux ouvrages collectifs sur André Clavé : André Clavé : Théâtre et Résistance – Utopies et Réalités,, pour lequel elle consacrera treize années de sa vie, et qui sortira en 1998, et Dora-Harzungen, la marche de la mort (récit de l’évasion d’André Clavé des camps de concentration nazis, sur la base d’un texte écrit, en 1982, par l’un de ses compagnons d’évasion René Haenjens) en 2005.
Francine Galliard-Risler meurt le 4 décembre 2015 à l'âge de 91 ans.

## Hommages
L’académie des Molières lui a rendu hommage lors de la cérémonie de remise des récompenses de la profession, le 23 mai 2016, aux côtés de Danièle Delorme, Michel Galabru, Nina Compañez, Étienne Bierry, Sylvie Joly, et parmi 48 autres disparus de l’année.

## Réalisations
Parmi les nombreuses réalisations de Francine Galliard-Risler, de 1943 à 2005 :
- 113 spectacles, de 1943 à 1987, dont 86 pièces de théâtre[2], 10 œuvres lyriques et chorégraphiques, 2 Galas de l’union des artistes (cirque), 3 films de cinéma, 12 films ou séries télévisés, et notamment des émissions de dessins réalisés en direct ;
- 16 expositions, 8 aménagements de monuments historiques et d’architecture, 12 aménagements d’appartements, maisons et lieux de travail ;
- 2 livres et nombreux articles et illustrations dans des revues et des journaux.

### Théâtre
- 1947 : L’An Mil de Jules Romains, mise en scène de Charles Dullin, au Théâtre Sarah Bernard, actuel Théâtre de la Ville, Décor et costumes
- 1947 : Les Bourlingrins, Boubouroche, Théodore cherche des allumettes de Georges Courteline, mise en scène André Clavé, Centre dramatique de l'Est Colmar, Décor et costumes
- 1947 : Le Bourgeois gentilhomme de Molière, mise en scène d'André Clavé, aux CDE Costumes
- 1947 : Asmodée de François Mauriac, mise en scène de Fernand Ledoux, au CDE, Décor et costumes
- 1947 : L'Anglais tel qu'on le parle de Tristan Bernard, mise en scène de Fernand Ledoux, au CDE, Décor et costumes
- 1947 : Humulus le Muet de Jean Anouilh, mise en scène de Guy Pierauld, au CDE, Décor et costumes
- 1947 : Tartuffe de Molière, mise en scène de Fernand Ledoux, au CDE, Costumes
- 1948 : Théodore cherche les allumettes de Georges Courteline, mise en scène de Guy Pierauld, au CDE, Décor et costumes
- 1948 : Le Malade imaginaire de Molière, mise en scène de Julien Verdier, au CDE, Décor et costumes
- 1948 : Sainte Jeanne de George Bernard Shaw, mise en scène d'André Clavé, aux CDE et Théâtre Montparnasse, Décor et costumes
- 1948 : Cinna de Pierre Corneille, mise en scène de Vandéric, décors de Pierre Sonrel, Costumes
- 1949 : Le Mariage de Figaro de Beaumarchais, mise en scène d'André Clavé, aux CDE Décor et costumes
- 1949 : Phèdre de Jean Racine, mise en scène de Vandéric, au CDE, avec Éléonore Hirt, Décor et costumes
- 1950 : Le Miracle de l'homme pauvre, de Marian Hemar, adaptation de Cécil Robson, mise en scène d'André Clavé, spectacle interprété par Centre dramatique de l'Est (avec Charles Lavialle,...), au Théâtre Montparnasse décors et costumes
- 1950 : Junon et le Paon de Sean O'Casey, mise en scène de Philippe Kellerson, Théâtre de l'Œuvre, Décor et costumes
- 1951 : Les Centaures de Max Campserveux, mise en scène d'André Clavé, aux CDE et Théâtre de l'Athénée Décor et costumes
- 1951 : Un Chapeau de paille d'Italie d’Eugène Labiche, mise en scène d'André Clavé, au CDE, avec Eveline Schlumberger, Martine Bridoux, Georges Pierre, Pierre Viala, Décor et costumes
- 1951 : Le Conte d'hiver de Shakespeare, mise en scène de Julien Bertheau, à la Comédie-Française, Costumes
- 1951 : Le Diable et le Bon Dieu de Jean-Paul Sartre, mise en scène de Louis Jouvet, au Théâtre Antoine, Décor et costumes[19]
- 1951 : La Chanson du mal-aimé d'Apollinaire, musique d'Elsa Barraine, chorégraphie de Jean-Jacques Etchevery, à l’Opéra-Comique, Décor et costumes
- 1951 : La Cuisine des anges d'Albert Husson, mise en scène de Christian-Gérard, théâtre des Célestins, à Lyon, création, Décor et costumes
- 1952 : La Puissance et la Gloire de Graham Greene, mise en scène d'André Clavé, au Théâtre de l’Œuvre, avec François Darbon, Julien Guiomar, Julien Verdier, Martine Bridoux, Pierre Tabar,... Décor et costumes
- 1952 : Les Liaisons dangereuses de Pierre Choderlos de Laclos, mise en scène de Marguerite Jamois, au Théâtre Montparnasse-Gaston Baty, Décor et costumes
- 1953 : Sens Interdit d'Armand Salacrou, mise en scène de Michel de Ré, au Théâtre du Quartier Latin, Décor et costumes
- 1953 : Les invités du bon Dieu d’Armand Salacrou, mise en scène d’Yves Robert, au Théâtre Saint Georges, Décors
- 1955 : Un nommé Judas de Claude-André Puget et Pierre Bost, mise en scène d'André Clavé, au Théâtre de Montréal, Décor et costumes
- 1955 : L'Île des chèvres d'Ugo Betti, mise en scène André Clavé, Théâtre de l'Arcade (ancien cinéma) à Montréal, lors d'une tournée théâtrale de 4 mois au Canada, avec Alain Cuny, Lila Kedrova, Yvonne Clech Costumes
- 1955 : Le Don d'Adèle de Barillet et Grédy, mise en scène Jacques Charon, Théâtre de Paris à Montréal, Décor et costumes
- 1956 : Les Revenants d'Henrik Ibsen, mise en scène Pierre Valde, avec Hélène Gerber, Mouloudji,...
- 1956 : La gueule du loup de Marc-Gilbert Sauvajon et Steven Wendt, mise en scène de Marc-Gilbert Sauvajon, au Théâtre de la Porte Saint-Martin, Décor et costumes[20]
- 1956 : Les Petites Têtes de M. Régnier et A. Gillois, mise en scène de Fernand Ledoux, Théâtre Michel, Décor et costumes
- 1956 : José de Michel Duran, mise en scène Christian-Gérard, Théâtre des Nouveautés, Décor et costumes
- 1956 : L'Homme qui se donnait la comédie d'Emlyn Williams, mise en scène de Daniel Gélin Production Théâtrales G. Herbert, Décor et costumes
- 1957 : Auguste de Raymond Castans, mise en scène de Jean Wall, au Théâtre des Nouveautés, avec Fernand Raynaud, Guy Tréjan, Paul Préboist, Denise Clair, Décor et costumes[21]
- 1957 : Les Justes d’Albert Camus, mise en scène de Daniel Leveugle, au CDE, Décor et costumes
- 1957 : Champagne et Whisky de Max Régnier, mise en scène de Max Régnier, Théâtre de la Renaissance (Paris), Décor et costumes
- 1958 : Oscar de Claude Magnier, mise en scène de Christian-Gérard, au Théâtre de l’Athénée, Décor
- 1959 : Bon Week-End M. Bennet d'Arthur Watkyn, mise en scène de Michel Vitold, Théâtre de la Gaîté-Montparnasse, Décor et costumes
- 1959 : Tchin-Tchin de François Billetdoux, mise en scène de François Darbon, au Théâtre de Poche, Dispositif scénique[22],[23],[24]
- 1959 : Blaise de Claude Magnier, mise en scène de Jacques Mauclair, Théâtre des Nouveautés, Décor et costumes
- 1960 : La Répétition ou l'Amour puni de Jean Anouilh, mise en scène de Daniel Leveugle[25], au CDE, Décor et costumes
- 1961 : Britannicus de Jean Racine, mise en scène de Michel Vitold, à la Comédie-Française, avec Robert Hirsch (Néron), Annie Ducaux (Agrippine), François Chaumette (Narcisse), Denise Gence (Albine), ‘Décor et costumes[26]
- 1961 : Tchin-Tchin de François Billetdoux, mise en scène de François Darbon, au Théâtre moderne (Théâtre de Paris), Dispositif scénique
- 1963 : Ève et Line de Luigi Pirandello, mise en scène de Pierre Franck, au Théâtre des Bouffes-Parisiens, Décor et costumes
- 1977 : Les Rustres de Carlo Goldoni, mise en scène de Jean-François Rémi, pour le Festival du Marais, Décor et costumes
- 1981 : Le Rêveur de Jean Vauthier, mise en scène de Michel Vitold, au Petit Théâtre de Paris, Décor et costumes
- 1985 : Frédéric et Voltaire de Bernard Da Costa, mise en scène d'Yves Pignot, avec Jacques Duby et Pierre Verdier, au Petit Théâtre Montparnasse, Décor et costumes
- 1987 : Bonsoir Maman de Marsha Norman, adaptation Mathieu Galey, mise en scène de Lars Schmidt, avec Catherine Rich et Françoise Christophe, au Petit Théâtre Montparnasse, Décor et costumes

### Lyrique (ballets, opéras, opérettes)
- 1951 : L'Impromptu de Schubert, Chorégraphe : Jean-Jacques Etchevery (1916-1997), Théâtre de l'Opéra-Comique, Paris, Décor et costumes
- 1952 : La Clef des songes de Jacques Dupont, Chorégraphe : Jean-Jacques Etchevery (1916-1997), Théâtre de l'Opéra-Comique, Paris, Décor et costumes
- 1955 : La Vie parisienne de Jacques Offenbach, mise en scène de Raymond Vogel, à l’Opéra de Strasbourg, ‘’Décor et costumes’’
- 1956 : Suite Romantique, Ballet de Felix Mendelssohn, mise en scène de Constantin Tcherkas, Théâtre de l'Opéra-Comique, Paris, Décor et costumes

### Cinéma
- 1958 : Les Naufrageurs[27], de Gwen Bolloré, mise en scène de Charles Brabant, Les Films Vega, Costumes
- 1961 : Napoléon II – L’Aiglon, d’André Castelot, mise en scène de Claude Boissol, Les Films Matignon, Costumes
- 1974 : Verdict[28], d’André Cayatte et Pierre Dumayet, mise en scène d’André Cayatte, Les Films Concordia, avec Sophia Loren et Jean Gabin, Costumes

### Télévision
- 1948 : L’Arlésienne, d’Alphonse Daudet, mise en scène d'André Clavé et mise en image de Claude Barma, ORTF, Costumes ; l'une des premières représentations théâtrales en direct (non enregistrée)
- 1953 : La Puissance et la Gloire, de Graham Greene, mise en scène d'André Clavé et mise en image de Claude Barma, ORTF, Costumes ; représentation théâtrale en direct (non enregistrée, mais version audio existante)
- 1954 : Liliom, de Molnar, mise en scène de Pierre Dagenais, Radio Canada, Costumes
- 1966 : Les Corsaires (titre original : Corsaires et flibustiers), de Jacques Armand et Claude Barma, mise en scène de Claude Barma et Claude Boissol, ORTF, avec Michel Le Royer, Christian Barbier, Michel Creton, Annie Sinigalia, Michel Vitold, Yves Bureau, Geneviève Page, Robert Porte, Maurice Chevit, décors de Maurice Valay, Costumes
- 1968 : D'Artagnan, de Jacques Armand et Claude Barma, mise en scène de Claude Barma, ORTF, Bavaria, RAI, avec Dominique Paturel et François Chaumette,Antonella Lualdi, décors de Maurice Valay, Costumes
- 1970 : La marquise de Brinvilliers (Die Marquise von B.), mise en scène de Franz Peter Wirth, ORTF, Bavaria, ZDF, avec Heidelinde Weis, Sami Frey, Jean-Roger Caussimon, Costumes
- 1971 : L'Héritage, de Guy de Maupassant, mise en scène de Stanislas Barabas, Süddeutscher Rundfunk, Stuttgart, Allemagne, Costumes
- 1978 : Le Temps des as, de Jean-Louis Lignerat, mise en scène de Claude Boissol, Bavaria, RTM, RTBF, TF1, Technisonor, Télévision Suisse-Romande, Costumes
- 1983 : La Veuve rouge d’Édouard Molinaro avec Françoise Fabian, Décor et costumes

### Cirque
- 1959 : 29e Gala de l’union des artistes, président Fernand Gravey, mise en scène d’Yves Robert, Cirque d'Hiver (Paris), Costumes
- 1962 : 32e Gala de l’union des artistes, président François Périer, mise en scène de Robert Dhéry, Cirque d'Hiver (Paris), Costumes

### Architecture d’intérieur
- Aménagement du Pavillon de la Muette, à Maisons-Laffitte pour le Studio-École de la Sorafom (qui deviendra l'Ocora), commandée par Pierre Schaeffer, 1955
- Aménagement très moderne de la saline royale d'Arc-et-Senans construite en 1774 par Claude-Nicolas Ledoux, commandée par Serge Antoine, 1970
- Coloriste d’architecture pour l’école (en réhabilitation et extension) du village de Pontlevoy (Loir-et-Cher), 2003

## Expositions

### Sur ses œuvres
- Exposition personnelle au Théâtre du Vieux colombier, à Paris, 1943
- Décor théâtral d’aujourd’hui, à Madrid, Espagne, 1953
- Décors et costumes de FGR Exposition personnelle au Musée des Beaux-Arts, Montréal, Canada, 1955
- Maquette de FGR, Exposition personnelle au restaurant Dominique, à Paris, 1959[8]
- Décors oubliés, Exposition personnelle au restaurant Dominique, à Paris, 1960
- Théâtre en France, illustrations de FGR pour l’Exposition Française de Moscou, 1961
- Petites Scènes... Grand Théâtre. Le théâtre de création de 1944 à 1960, de Geneviève Latour, Délégation à l'action artistique de Paris, Société des auteurs et compositeurs dramatiques, avec le Bureau des bibliothèques et du livre, Paris, 1986
- Le théâtre, reflet de la IVe République, de Geneviève Latour, BHVP, 1995
- Les Bâtisseurs de rêves, grands décorateurs de théâtre, 1950-1980, de Roger Jouan et Alain Baude-Defontaine, BHVP, 2003

### Sur d’autres sujets
- Charles Dullin, Bibliothèque de l’Arsenal, Paris, 1970
- 3e centenaire de la mort de Molière, Pavillon de Marsan, Paris, 1973
- Zola et les peintres de son temps, d’Aline Antoine et FGR, pour la Bibliothèque centrale de prêts des Yvelines, à la Maison d’Émile Zola de Médan (78) sur ses relations avec les impressionnistes, 1983
- Pierre-Aimé Touchard sur la vie et l’œuvre de Pierre-Aimé Touchard (1903-1987) au Conservatoire national supérieur d’art dramatique de Paris dirigé par Marcel Bozonnet et au Théâtre d’Orléans, le CADO, invité par Loïc Volard, en 1988 et en 1989 au Théâtre de l’Odéon, alors dirigé par Antoine Vitez, puis invité par Paul Puaux à la Maison Jean Vilar en 1990.
- André Clavé, théâtre et résistances, utopies et réalités sur André Clavé et la décentralisation théâtrale du CDE de Colmar, en 1997 (au Théâtre de Colmar invitée par Pierre Barrat, à la Maison Jean Vilar, grâce à Melly et Paul Puaux, au Théâtre du Vieux-Colombier accueillie par Jean-Pierre Miquel, puis, en 2017, à nouveau à la comédie de l'Est de Colmar, invitée par Guy-Pierre Couleau.

### Sources
- Site Internet de la BnF
- Site de la Comédie de l’Est à Colmar
- Liste des créations pour le théâtre de FGR sur Les Archives du spectacle
- Vidéo : Francine Galliard-Risler : André Clavé, par Olivier Barrot, in Un livre, un jour, FR3, 1998* Francine Galliard-Risler, André Clavé : théâtre et résistances : utopies et réalités, Paris, Association des amis d'André Clavé, 1998.
- Francine Galliard-Risler, Dora-Harzungen, la marche de la mort, Saint-Cyr-sur-Loire, A. Sutton, octobre 2005, 125 p. (ISBN 2-84910-336-5)
- Archives de Francine Galliard-Risler et d’André Clavé ;
- Plaquette professionnelle éditée par Francine Galliard-Risler, 1974 ;
- C.f. les publications dans la bibliographie.
- http://www.association-serge-antoine.org/wp-content/uploads/2013/02/ARC-ET-SENANS-72.pdf
- Cahier de la Maison Jean Vilar, no 36, octobre / novembre / décembre 1990
- Émission de radio Profession spectateur sur France Culture : Entretien avec Lucien Attoun, 19 décembre 1998 ;
- Un public du 14 juillet - 1946-1968, les années fondatrices de la décentralisation du théâtre, documentaire de Georges Groult, Ina, 2006 ;
- Charles Dullin - 'Le dire de chacun' [34],[35], documentaire de Georges Mourier, les Productions de la Lanterne, RTV, 2007 ;
- http://bernard-luc.com/car1/car1f.htm - Carlos et Marguerite, avec Jean-Pierre AUMONT, Gaby SYLVIA, Roger HANIN, Claude RICH, Guy TRÉJAN,...